# Teoría de Dow
Charles Henry Dow (1851–1902) precursor del análisis técnico, a finales del siglo XIX escribió en el diario financiero Wall Street Journal 255 editoriales explicando su estudio de los gráficos de los mercados, basado principalmente en los movimientos de los precios y las tendencias que forman. Su obra fue recopilada con base en sus editoriales y actualmente se conoce con el nombre de La Teoría de Dow.

## Principios básicos de la Teoría de Dow
La Teoría de Dow se basa en estos seis puntos principales, y establece el fundamento de gran parte de lo que hoy conocemos como análisis técnico. 

### Las tres tendencias del mercado
La Teoría de Dow determina que los precios de los mercados se mueven formando tres tendencias: Primaria, Secundaria y Terciaria.
- Tendencia Primaria (su duración es más de un año, entre uno y tres años, pero podría variar en algunos casos) y es la principal dirección del mercado.

- Tendencia Secundaria (suele durar entre 3 semanas y 3 meses) y se mueve dentro de la Primaria pero va en contra de ella, siendo más volátil que ésta, por tanto, son correcciones de la tendencia principal.

- Tendencia Menor es el último de los tres tipos, se define como un movimiento menor de 3 semanas, que se mueve dentro de la Tendencia Secundaria y sus movimientos van en contra de ella.

El aspecto más importante en este principio es entender qué es una tendencia e identificar su dirección para comerciar en ella y no ir contra ella. Dow establece aquí el concepto de largo, medio y corto plazo, a la vez, nos enseña su observación que el mercado tiende a moverse en una dirección general, o tendencia y no lo hace en una línea recta ya que tiene movimientos menores contrarios a ella.

### Las tres fases de las tendencias primarias
Dow dice que hay tres fases para cada tendencia primaria, en una Tendencia Primaria alcista son la fase de acumulación, la fase de tendencia y la fase de distribución, en una Tendencia Primaria bajista están la fase de distribución, la fase de tendencia y una fase de pánico. Se puede comprobar que este tercer principio aplica la psicología y se adelanta a la teoría de Elliott.

### Principio de confirmación
Una tendencia existe hasta que de pronto deja de existir y empieza otra tendencia nueva. Dow explica que cuando dos índices como el Dow Industrial y el del Ferrocarril (actualmente denominado Dow Jones Transportes) están de acuerdo con la tendencia, el mercado sigue en esa tendencia, si uno de los dos índices cambia la tendencia y entra en contraposición con el otro índice, es la señal de que el mercado empieza a dudar creándose un período de confusión o turbulencia entrando en una «no confirmación» dejando de existir una clara tendencia lo que es el indicio de un cambio de ella. 
En resumen, sostiene que una tendencia alcista queda confirmada cuando el índice Dow Jones Industrial y el Dow Jones Transportes alcanzan conjuntamente nuevos máximos, y una tendencia bajista se confirma cuando alcanzan nuevos mínimos. Si uno de los dos alcanza máximos y el otro no, estamos ante una «no confirmación» que suele dar lugar a un cambio de tendencia.
Aquí pensemos que Dow en aquellos tiempos hacía sus análisis para sus índices, pero aplica el concepto novedoso de la divergencia de precios que tanto se usa en el análisis técnico.

### El volumen de negociación debe confirmar la tendencia
Un volumen de negociación elevado es necesario para confirmar la tendencia. A partir de este postulado se desprende que el volumen debe aumentar cuando el precio se mueve en la dirección de la tendencia y disminuir cuando el precio se mueve en la dirección opuesta de la tendencia. Por ejemplo, en una tendencia alcista, el volumen debe aumentar cuando el precio sube y baja cuando el precio cae; en caso contrario, en una tendencia bajista, el volumen debe aumentar cuando el precio baja y bajar cuando el precio sube.
En una tendencia alcista, la razón de que ocurra esto, muestra la fuerza cuando aumenta el volumen porque los operadores están más dispuestos a comprar un activo en la creencia de que el impulso alcista continuará. Baja el volumen durante los períodos de señales correctivas porque la mayoría de los comerciantes no están dispuestos a cerrar sus posiciones por considerar que el impulso primario de la tendencia continúa.

### La tendencia está vigente hasta su sustitución por otra tendencia opuesta
Sucede cuando una tendencia alcista pasa a ser bajista, o cuando una tendencia bajista pasa a ser alcista. Aquí resulta importante determinar las transiciones entre estas dos direcciones de tendencia. 
Dow se basó en los precios de cierre del mercado para determinar las tendencias y no en los precios entrada. 
Posteriormente Ralph Nelson Elliott desarrolló un estudio de las ondas financieras basado en la Teoría de Dow y como complementó a ésta, fue un gran avance de conocimiento de cómo funcionan los mercados bursátiles.